# Gelugpa

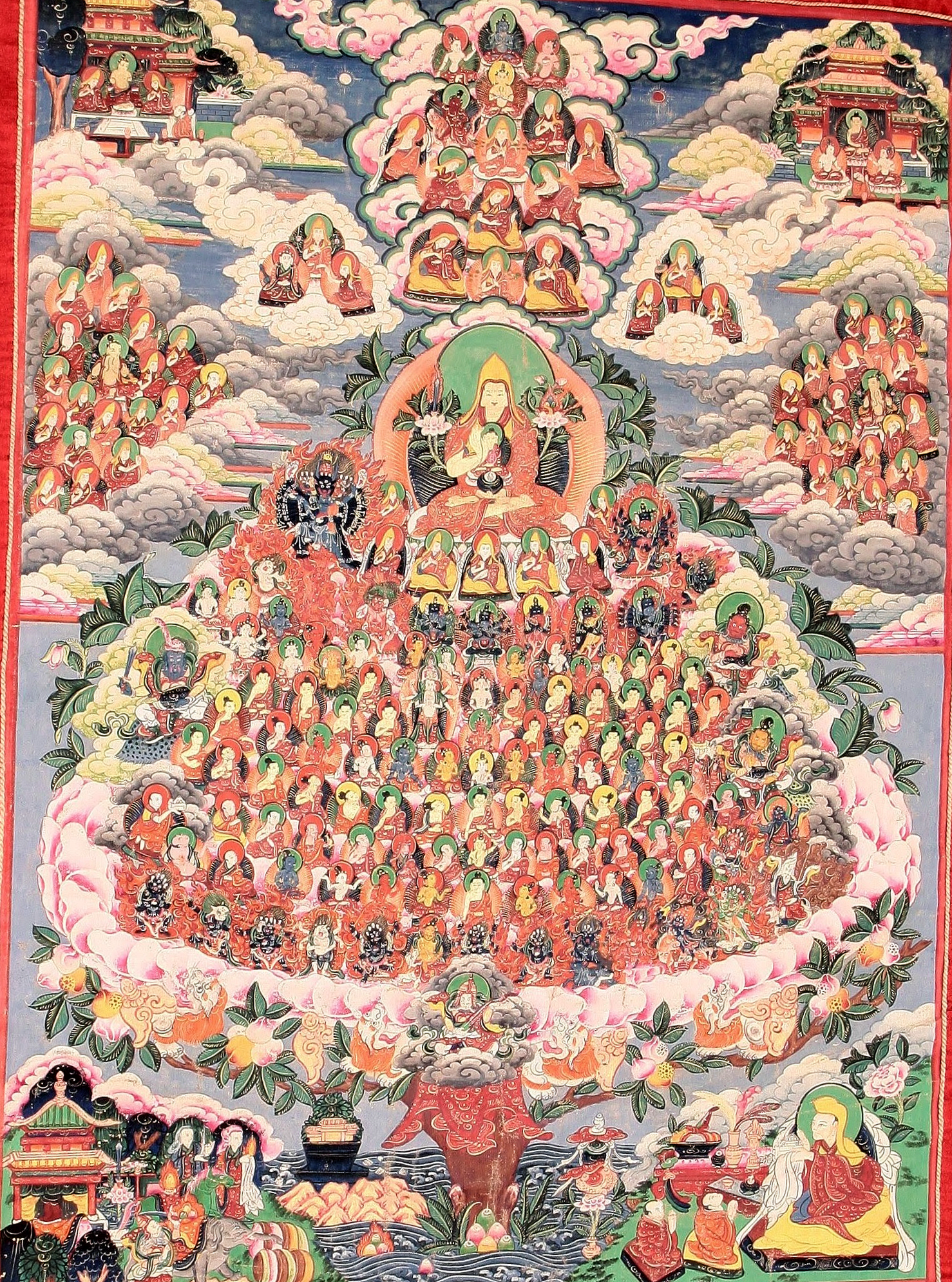
Thangka se stromem útočistě školy Gelugpa

Gelugpa (tibetsky དགེ་ལུགས་པ་, ve Wylieho transkipci Dge-lugs-pa), neboli „Cesta ctnostné řehole“ či „Škola vzorné ctnosti“ je poslední ze čtyř škol tibetského buddhismu, známá též jako Žlutá škola nebo Škola žlutých čepic. Zakladatel školy Congkhapa ve snaze odlišit své stoupence i navenek od mnichů ostatních škol, zavedl nošení žlutých miter.
Gelugpa je dnes nejrozšířenější školou tibetského buddhismu v Tibetu, Mongolsku, v Ladákhu, mezi etnickou skupinou zvanou Monpa v indickém státě Arunáčalpradéš a Kalmycké republice.

## Vznik
Podle buddhistické tradice je zakladatelem školy Gelugpa slavný tibetský reformátor Congkhapa (1357–1419), známý též jako Dže Rinpočhe. Congkhapa prostudoval nauky starších škol tibetského buddhismu Kagjüpy, Sakjapy, aby se nakonec vrátil k učení školy Kadampa. Congkhapa byl přitahován tím, jak Atíša v tradici Kadampa zdůrazňoval mahájánové zásady všeobecného soucítění a altruismu a oceňoval tyto kvality nejen jako duchovní zaměření, ale především jako životní cestu. Z tohoto pohledu Congkhapa chápal studium a praxi indických klasických děl jako Bódhisattvačarjávatára od Šantidévy a Vzácný věnec Ratnavali od Nágárdžuny jako vysoce ceněnou pomoc při osobní cestě k realizaci buddhovství.

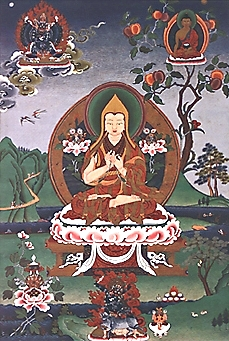
Khedrubova pátá vize Congkhapy

V první řadě začal zdůrazňovat přísné dodržování mnišských pravidel a důkladnou znalost nauk. Také prosadil jako součást výuky mnichů debatování. Žák měl vést debatu se staršími mnichy a za přítomnosti opata na dané téma, které mělo vyústit v jednoznačný závěr v souladu s Buddhovým učením.
Po dlouhém duchovním cvičení s mnoha velkými učiteli Congkhapa založil v roce 1409 klášter Gandän východně od Lhasy. Gandän se brzy stal nejvýznamnějším centrem buddhistických filozofických studií, přitahujícím žáky i učitele ze všech částí Tibetu. Následovníci Congkhapy, kteří se usadili v Gandän (nazývaném také Gadän), byli později známí jako Gelugpa, ti ze školy v Gandänu. Conghapa a jeho žáci vesměs kráčeli ve stopách školy Kadampa, a až po smrti Congkhapy jeho žáci v čele s Gendündubem založili novou školu, známou jako Gelugpa.

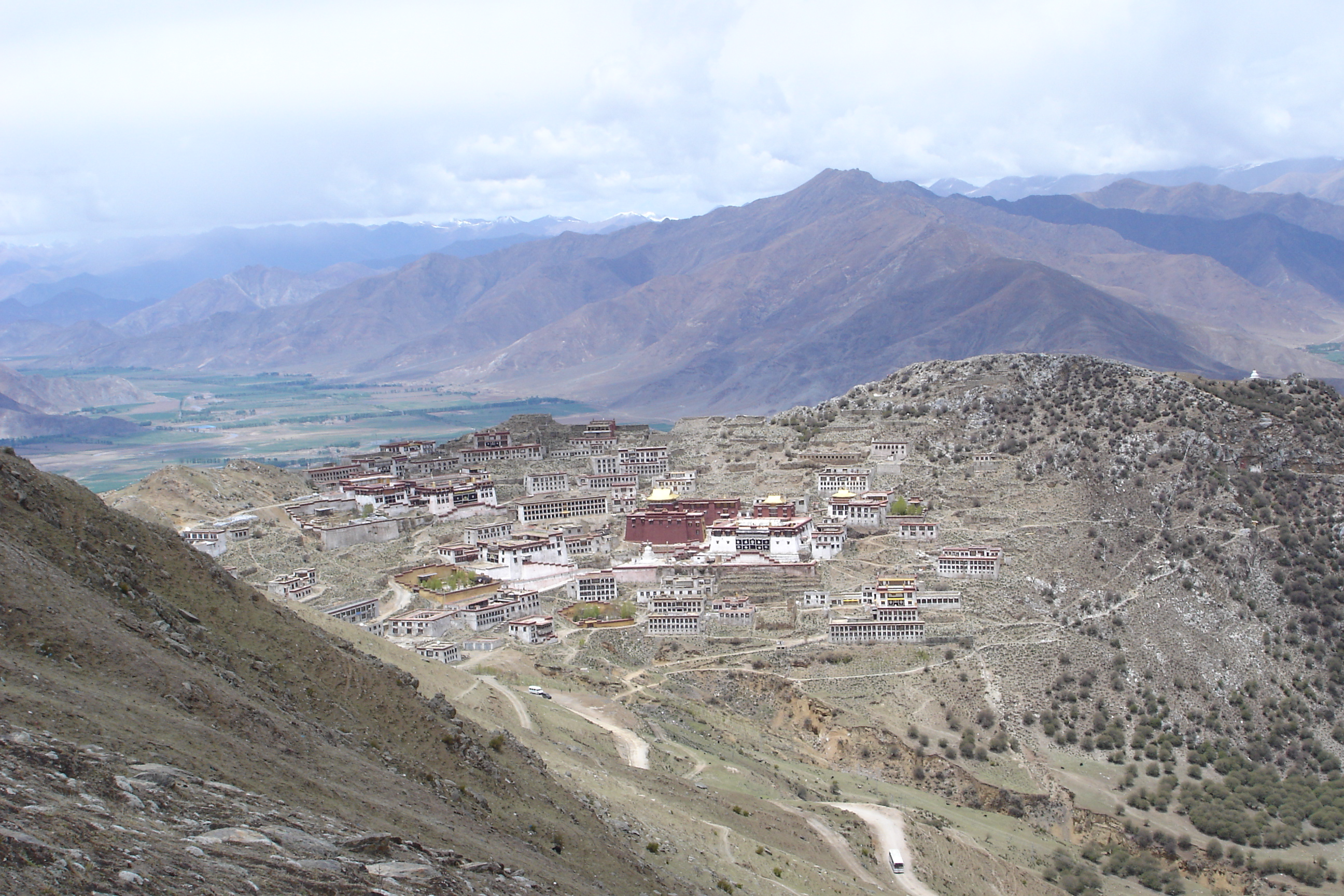
Klášter Gandän

Škola Kagjüpa měla v té době již několikátou nástupnickou generaci karmapů, a díky tomu se u laické veřejnosti těšila velké vážnosti. Gelugpa, ve snaze získat si stejnou autoritu, prohlásila právě narozeného Genduna Gjamccha za nástupce prvního opata Gendünduba. Z této nástupnické generace se později vyvinula instituce dalajlámů.
K Congkhapovym předním žákům patřili Gjalcchab Dže (1364–1431), Khädub Gelek Palzang (1385–1438) a první dalajláma (titul získal posmrtně) Gendündub (1391–1474). Hlavní žáci potom založili podle kláštera Gandän mnoho dalších klášterů. Džamjang Čhödže Taši Paldän (1379–1449) založil klášter Däpung, který byl před rokem 1959 známý jako největší klášter na světě. Džamčhen Čhödže Šákja Ješe (1354–1435) založil klášter Sera. První dalajláma založil klášter Tašilhünpo v provincii Cang.

## Střediska

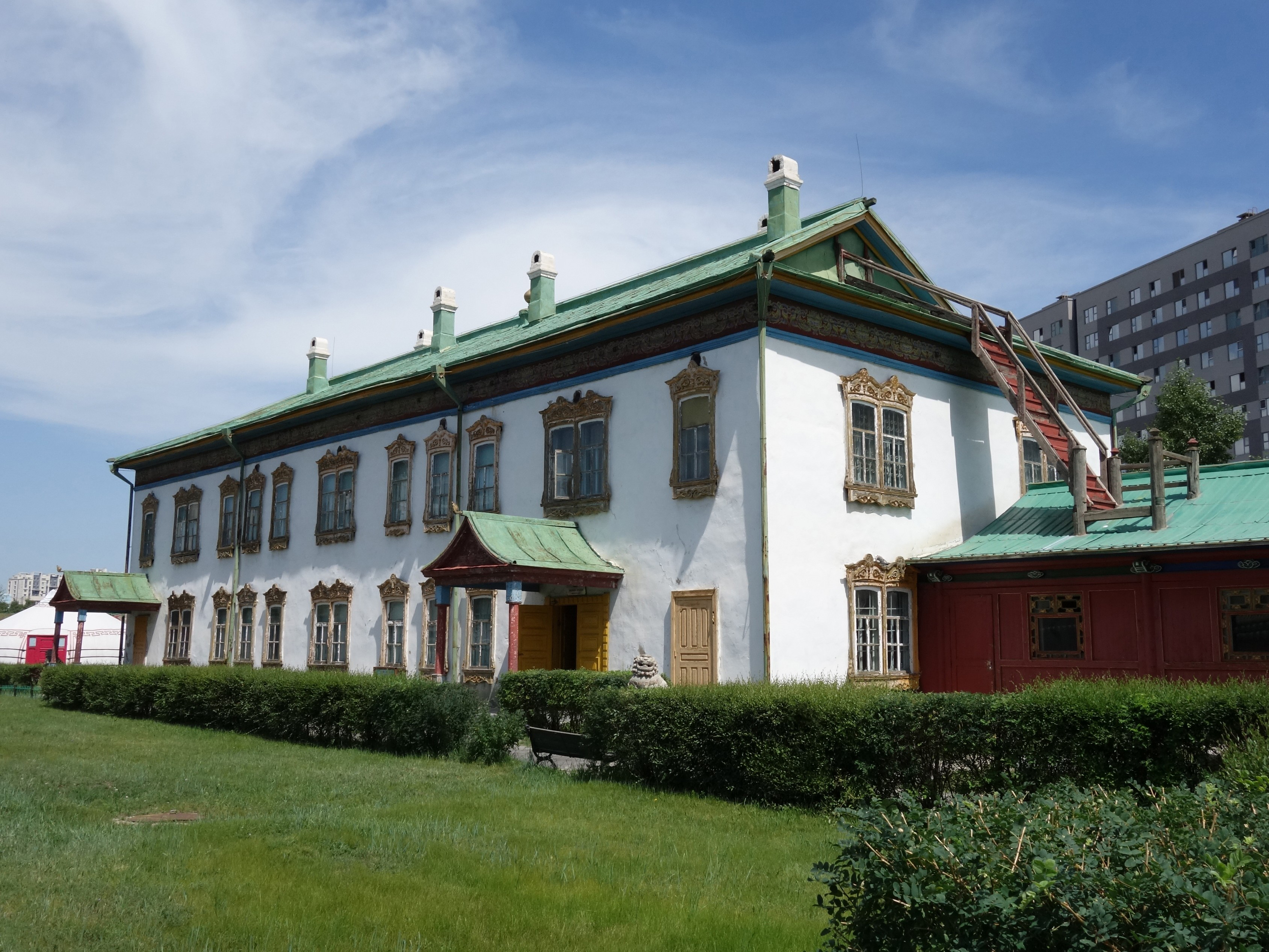
Zimní palác Bogdgegéna v Ulánbátaru

Tradičními středisky Gelugpy jsou tři velké kláštery v nejbližším okolí Lhasy, a to Gandän, Däpung a Sera. Tyto kláštery byly založeny přímo Congkhapou (Gandän), nebo jeho žáky (Däpung a Sera).
Dalším tradičním střediskem Gelugpy je Tašilhünpo, sídelní klášter pančhenlámy v Žikace. Nyní je střediskem Gelugpy i Dharamsala v Indii, kde žije současný dalajláma.

## Představitelé

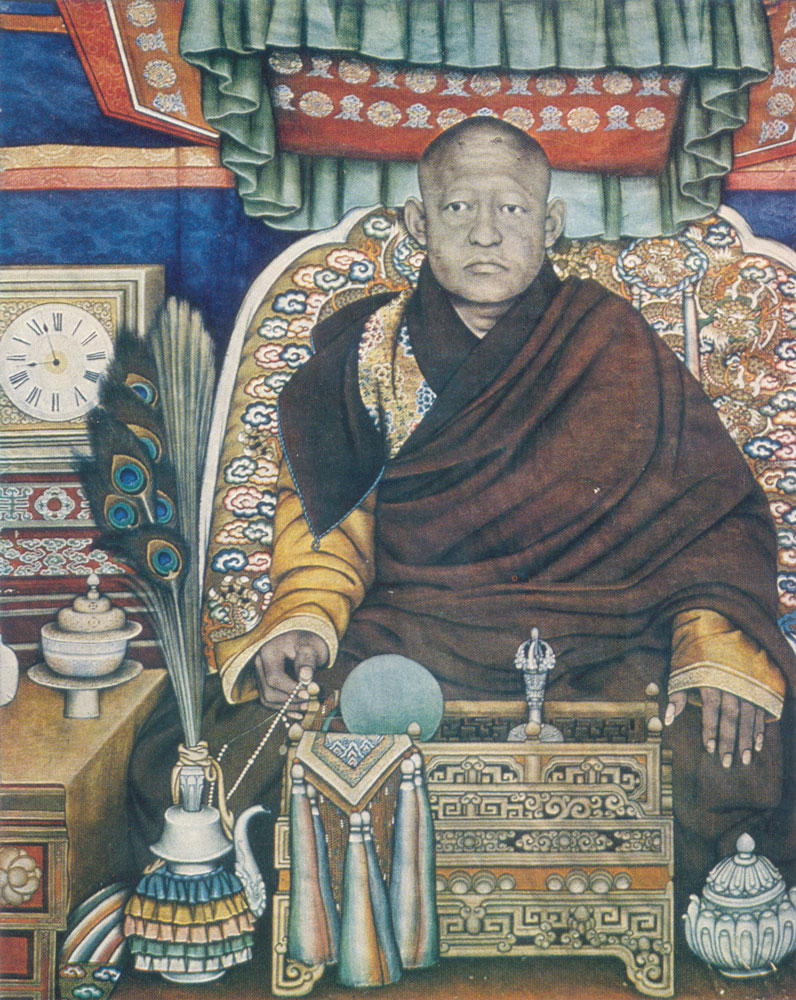
8. bogdgegén (obrázek od Marzana Šarava)

Nejvýznamnějšími představiteli Gelugpy jsou dalajláma a pančhenláma. Každý dalajláma a pančhenláma je považován za převtělence (tibetsky tulku) předchozího dalajlámy a pančhenlámy.
V čele školy však stojí Gandän thipa (Dga'-ldan khri-pa), nejvyšší představený kláštera Gandän. Na rozdíl od dalajlámy či pančhenlámy není Gandän thipa intronizován jako tulku. Jde o volenou hodnost.
Nejvyšším představitelem Gelugpy na území bývalého Vnějšího Mongolska je Bogdgegén.